# Bernard Lambourde
Bernard Lambourde (Pointe-à-Pitre, 11 mei 1971) is een uit Guadeloupe afkomstig Frans voormalig voetballer die van 1991 tot 2003 als centrale verdediger speelde.

## Carrière
Lambourde speelde voor clubs als Chelsea, Bordeaux en Cannes. Met Chelsea won Lambourde de Europacup II en de UEFA Super Cup in 1998. Bij Chelsea was hij nooit een vaste waarde en in 2001 vertrok hij naar Bastia. Lambourde beëindigde zijn loopbaan in 2003. Lambourde speelde toen voor Al-Wahda uit Saoedi-Arabië.

## Erelijst
| Competitie                    |         |         |
| Competitie                    | Aantal  | Jaren   |
| Chelsea                       | Chelsea | Chelsea |
| ----------------------------- | ------- | ------- |
| UEFA Beker voor Bekerwinnaars | 1×      | 1998    |
| UEFA Super Cup                | 1×      | 1998    |
| FA Charity Shield             | 1×      | 2000    |